# ابوطالب تاج‌الدین بن دارست شیرازی
ابوطالب تاج‌الدین بن دارست شیرازی از وزراء سلجوقیان بود. هنگامی که وزیر مسعود بن محمد بن ملکشاه بود و در جنگی که بین سلطان مسعود و سنجر روی داد و به شکست مسعود منجر شد، جزء اسرا بود. سه نفر از اکابر امراء مسعود یعنی امیر بوزابه و عبدالرحمن بن طغایرک و عباس والی ری با یکدیگر عقد اتفاقی بسته و اموردولت را در دست گرفتند و بر سلطان مسعود کاملاً مسلط گردیدند و سلطان را مجبور نمودند که وزارت خود را تاج‌الدین تفویض نماید. در سال ۵۴۰ هجری قمری سلطان مسعود عباس والی ری را در بغداد به قتل رسانید. سپاهیان عباس که تاج‌الدین را عامل توطئه می‌دانستند سر به شورش برداشته به قصد حمله و غارت به خانهٔ تاج‌الدین وزیر مزبور هجوم آوردند اما سلطان مسعود جماعتی سواران فرستاد تا خانهٔ او را از نهب و تاراج محفوظ داشتند، و اندکی پس از این واقعه به خواهش تاج‌الدین، سلطان او را از وزارت خود منفصل نمود و با اعزاز و اکرام تمام به فارس نزد مخدوم قدیمی خود بوزابه فرستاد تا در جلب رضای او نسبت به سلطان و کف شر او بقدر امکان کوتاهی ننماید. سپس سلطان محمدبن محمودبن محمدبن ملکشاه او را از فارس به اصفهان طلبید تا وزارت خود را به او دهد و او به اصفهان آمد و مدتی نیز در آنجا توقف نمود ولی بالاخره سلطان از آن خیال منصرف گردید و وزارت خود را به شمس‌الدین ابوالنجیب درگزینی داد و از این فقرهٔ اخیر معلوم می‌شود که تاج‌الدین بنحو قدر متیقن تا حدود ۵۰۰ هجری قمری در حیات بوده‌است و از این به بعد معلوم نشد چه مقدار دیگر زیسته است. از عماد الکتاب صریحاً بر می‌آید که تاج‌الدین به وزارت اتابک سنقر بن مودود اولین پادشاه از سلسلهٔ سلغریان فارس (۵۴۳–۵۵۸ ه‍. ق) نیز نایل آمده بوده‌است و در شیرازنامه گوید که وی به وزارت ملکشاه بن محمود در شیراز نیز منتصب شده بوده‌است ولی چون در این فصول فترت مابین دیلمیان و سلغریان، شیرازنامهٔ مطبوع مشحون از اغلاط و اوهام و اشتباهات تاریخی است، این سخن او نیز با نهایت احتیاط باید تلقی شود.
در ختام این نکته را نیز ناگفته نگذاریم که خواهرزادهٔ تاج‌الملک ابوالغنائم مرزبان بن خسرو فیروز معروف به «ابن دارست» وزیر ترکان خاتون زوجهٔ ملکشاه و رقیب بزرگ نظام‌الملک طوسی که بنا بر مشهور، قتل نظام‌الملک به اغوای او بوده، می‌باشد و به همین علت بوده که غلامان نظام‌الملک، چنان‌که در کتب تواریخ مشروحاً مذکور است به انتقام خون مخدوم خود ناگهان بر سر او ریخته اعضای او را از هم قطعه قطعه کردند.